# Julia Sondermann
Julia Sondermann (Porto Alegre, 24 de dezembro de 1994), é uma diretora e roteirista brasileira. Em sua carreira, soma trabalhos em curtas e longas-metragem, como Sob a pele de Vênus, premiado na mostra Diálogos de Cinema, em 2016, e O Gosto do Cloro, que representou o Brasil no BoliviaLab no mesmo ano. É cofundadora e diretora e roteirista de obras originais da plataforma de streaming Lumine.

## Carreira
Natural da capital gaúcha, sua família sempre teve inclinações artísticas: seu avô era empreendedor e fotógrafo e sua mãe é arquiteta e artista plástica. Decidiu seguir carreira no cinema, tendo ingressado no curso de Realização Audiovisual da Universidade do Vale do Rio dos Sinos, em 2011. No ano de 2015, ainda durante a graduação, foi selecionada para a bolsa Santander Top Espanha, tendo passado uma temporada de estudos na Universidade de Salamanca.
Durante a faculdade, trabalhou com direção de fotografia, assistência de câmera e outras funções. À época, dirigiu e escreveu o curta-metragem Sob a pele de Vênus, seu primeiro trabalho. A obra foi selecionada para a Semana ABC de Cinematografia (2015), para o Festival Primeiro Plano de Juiz de Fora (2015), as mostras Ela na Tela (2015) e Diálogos de Cinema (2016) — nesta, recebeu o prêmio de contribuição artística na Mostra Cercanias. O curta também fez parte da seleção universitária do 46º Festival de Cinema de Gramado, em 2018.
Na carreira, soma ainda trabalhos como a direção de fotografia do filme Banzo, de Pedro Gossler, selecionado para a 26ª Mostra de Curtas de São Paulo e a 25ª Curta Cinema do Rio de Janeiro. Em 2016, foi corroteirista do projeto de longa Amores Modernos, selecionado para o BH CineMundi, e também roteirizou o longa O Gosto do Cloro, selecionado para representar o Brasil no BoliviaLab daquele ano. Ainda em 2016, teve o portfólio de direção de fotografia selecionado para a Shortlist da EFTI (Centro Internacional de Fotografía y Cine), da Espanha.
Na mesma época, atua na distribuição do documentário O Jardim das Aflições, dirigido por Josias Teófilo, levando o filme a diversas salas de cinema do país, plataformas de streaming e venda online. No período, conheceu o diretor e empresário Matheus Bazzo, com quem é casada desde 2019 e tem dois filhos. Nesse período, dirigiu a minissérie Filhos de Cister, que deu início à Lumine.
Hoje, dedica-se à direção e roteiro das obras originais do serviço de streaming Lumine, entre filmes, documentários e desenhos. Destacam-se trabalhos como o filme Apóstolo do Brasil: a missão de São José de Anchieta, docudrama baseado no livro Anchieta, de Joaquim Thomaz Paiva e Um santo entre nós, sobre a visita de São Josemaria Escrivá ao Brasil, em 1974.